# Consumo intertemporal
As teorias econômicas do consumo intertemporal procuram explicar as preferências das pessoas em relação ao consumo e à economia ao longo de suas vidas. O trabalho mais antigo sobre o assunto foi de Irving Fisher e Roy Harrod, que descreveu a economia de corcundas, levantando a hipótese de que a poupança seria maior nos anos intermediários da vida de uma pessoa à medida que economizavam para a aposentadoria.
Na década de 1950, modelos mais bem definidos construíram sobre a teoria da utilidade descontada e abordaram a questão do consumo intertemporal como um problema de otimização da renda vitalícia. Resolvendo este problema matematicamente, assumindo que os indivíduos são racionais e têm acesso a mercados completos, Modigliani & Brumberg (1954), Albert Ando e Milton Friedman (1957) desenvolveram o que ficou conhecido como o modelo do ciclo de vida.
O modelo de ciclo de vida do consumo sugere que o consumo é baseado na renda vitalícia média em vez da renda em qualquer idade. Em primeiro lugar, os jovens tomam emprestado para consumir mais do que sua renda, em seguida, à medida que sua renda aumenta ao longo dos anos, seu consumo aumenta lentamente e eles começam a economizar mais. Por fim, durante a aposentadoria, esses indivíduos vivem de suas economias. Além disso, esta teoria implica que o consumo é suavizado em relação à renda de uma pessoa, razão pela qual os economistas definem o consumo proporcional à renda potencial em vez da renda real.
As tentativas de testar o modelo do ciclo de vida em relação aos dados do mundo real tiveram sucesso diversificado. Em uma revisão da literatura, Courant, Gramlich e Laitner (1984) observam que apesar de toda a sua elegância e racionalidade, o modelo do ciclo de vida não havia sido muito bem testado. As principais discrepâncias entre o comportamento previsto e o real são que as pessoas subutilizam drasticamente cedo e tarde em sua vida ao não tomar empréstimos contra ganhos futuros e não poupar o suficiente para financiar adequadamente as rendas de aposentadoria, respectivamente. As pessoas também parecem consumir excessivamente durante seus anos mais altos de renda, os idosos não consomem de seus ativos como seria de se esperar (particularmente de seu patrimônio familiar) e também tratam ganhos inesperados de maneira inconsistente com o modelo do ciclo de vida. Alterações específicas à teoria foram propostas para ajudar a acomodar os dados; um motivo de legado, imperfeições do mercado de capitais, tais como restrições de liquidez, uma função de utilidade individual em mudança ao longo do tempo ou uma forma particular de expectativa quanto à renda futura.
Economistas comportamentais propuseram uma descrição alternativa do consumo intertemporal, a hipótese do ciclo de vida comportamental. Eles propõem que as pessoas dividam mentalmente seus ativos em contas mentais não fungíveis - renda atual, ativos correntes (poupança) e renda futura. A propensão marginal a consumir (PMgC) de cada uma dessas contas é diferente. Baseando-se em estudos empíricos de consumo, aposentadoria e ganhos extraordinários, eles levantam a hipótese de que a PMgC está próximo de um para fora da renda atual, próximo de zero para renda futura e em algum lugar entre os ativos correntes. Esses diferentes propensões explicam por que as pessoas excedem o consumo durante seus anos mais lucrativos, porque aumentar as contribuições de aposentadoria não reduz a economia atual (como o modelo do ciclo de vida implica) e por que pequenos ganhos extraordinários (que são codificados como renda atual) são consumidos em uma taxa alta, mas que uma proporção maior de ganhos maiores é geralmente poupada. 